# Duns Tew
Duns Tew est un village et une paroisse civile anglais à 12 kilomètres au sud de Banbury dans le comté d'Oxford. Avec « Great Tew » et « Little Tew », Duns Tew forme un ensemble connu sous le nom « The Tews ».

## La seigneurie de Duns Tew
Avant la conquête de l'Angleterre par les normands, Leofwine de Barton détenait la seigneurie de Duns Tew ainsi que celle de Dunthrop, Little Tew et Wescott Barton.
Le Domesday Book de 1086 répertorie 4 propriétés dans la paroisse. Les deux plus importantes appartenaient à Robert d'Oilly et Robert de Stafford. Gilbert Maminot, évêque de Lisieux, détenait quant à lui une propriété de 3 hides de terre et Odon, évêque de Bayeux et demi-frère de Guillaume le Conquérant, y détenait une hide de terre.
En 1650, Anne Greene, une servante du manoir de Duns Tew, était reconnue coupable d’infanticide et condamnée à la pendaison au château d'Oxford. Elle survécut à la pendaison et fut graciée.
Le manoir actuel a été bâti au XVIIe siècle et une nouvelle aile a été construite au XIXe siècle, mais le logis principal date du XVIIIe siècle. Il possédait au XVIIe siècle un colombier. 

## Religion
Le presbytère actuel a été construit au XIXe siècle à l'est de l'église.
En 1977, les paroisses de Duns Tew et Saint-Martin de Stanford sont fusionnées avec le bénéfice de Westcott Barton et Steeple Barton.
Une chapelle baptiste existait en 1809.

### Église Sainte-Marie-Madeleine
L'église paroissiale de Sainte-Marie-Madeleine existait au XIIe siècle. Il reste de cette période les fonts baptismaux et une ogive dans le chœur. L'aile nord a été construite plus tardivement entre le XIIIe siècle et le début du XIVe siècle. Le clocher, le porche sud et la plupart des vitraux actuels ont été ajoutés entre le XIVe siècle et le début du XVe siècle.
L’effondrement du clocher en 1647 a endommagé le côté sud de l'église qui a été reconstruit en 1664-1665. En 1861-62, l’architecte anglais George Gilbert Scott, qui a travaillé sur plus de 800 édifices principalement religieux, a reconstruit le chœur et l'aile nord et partiellement le mur sud de la nef.
Le clocher abrite cinq cloches. Richard Keene de Woodstock fond la seconde cloche en 1668 et la troisième en 1694. Matthew III Bagley de Chacombe - Northamptonshire fond la « tenor bell » en 1768. Robert II Wells de Aldbourne – Wiltshire fond la « treble bell » en 1790. Charles et George Mears de la fonderie de cloche de Whitechapel, fondent une quatrième cloche en 1858. Sainte-Marie-Madeleine a également une « Sanctus bell » que Thomas II Mears de Whitechapel fond en 1828.

## Économie
La paroisse possédait un moulin à eau en 1279. Il était encore mentionné en 1618, mais en 1722, il avait disparu.
Jusqu'en 1794, la plupart des terres de la paroisse a été cultivée en deux openfields. Les biens communaux ont ensuite été clôturés par les propriétaires fonciers qui se sont approprié les terres.
Le White Horse est le seul pub du village.

## Éducation et société
Une école du dimanche anglicane est fondée en 1798 pour l’alphabétisation de la population et une école est créée en 1808. En 1818, l’école du dimanche est entrée dans le système scolaire national.
Sir George Dashwood a financé la construction d'une école en 1830. En 1874, le bâtiment étant trop petit, de nouveaux locaux sont réalisés pour accueillir 100 enfants supplémentaires.
En 1928, seules les classes de primaire sont maintenues. Les élèves du cycle supérieur doivent aller à Steeple Aston. Le nombre d'élèves diminue continuellement et en 1969, l'école de Duns Tew ferme ses portes. Depuis 1970, l'ancienne école abrite la mairie de Duns Tew.
Un groupe d'action communautaire en faveur de la protection de l'environnement est actif à Duns Tew.